# Dow Ber Meisels
Dow (Dov, Dob) Ber (Beer, Berisz, Berush) Meisels (ur. 1798 w Szczekocinach, zm. 15 lutego 1870 w Warszawie) – rabin (krakowski, następnie warszawski), przedsiębiorca, polityk. Opowiadał się za udzielaniem poparcia przez Żydów Polakom walczącym z Rosjanami, sympatyzował z powstaniami narodowowyzwoleńczymi.

## Życiorys
Urodził się w Szczekocinach. Potem wraz z rodzicami zamieszkał w Kamieńcu Podolskim, w którym jego ojciec pełnił funkcję rabina (Dow Ber kształcił się u niego). W 1820 roku Dow Ber Meisels ożenił się i wraz z żoną wyjechał do Krakowa, gdzie razem z teściem założył spółkę handlową oraz bank z Bornsteinem i Halbersteinem. Działalność tę prowadził także w późniejszym czasie, m.in. dostarczając broń dla walczących w powstaniu listopadowym.
Od 1832 roku był naczelnym rabinem krakowskim, brał także udział w powstaniu krakowskim w 1846 roku. W tym czasie był w ciągłym sporze z Senatem Wolnego Miasta Krakowa, walcząc o zniesienie przepisów dyskryminujących Żydów. Kiedy miasto stało się częścią Austrii, rabin zaangażował się jeszcze bardziej w politykę. W 1848 roku wydał odezwę do Żydów polskich, w której wzywał ich do poparcia dążeń uczestników Wiosny Ludów. W tym samym roku został wybrany do parlamentu austriackiego oraz do rady miejskiej Krakowa.

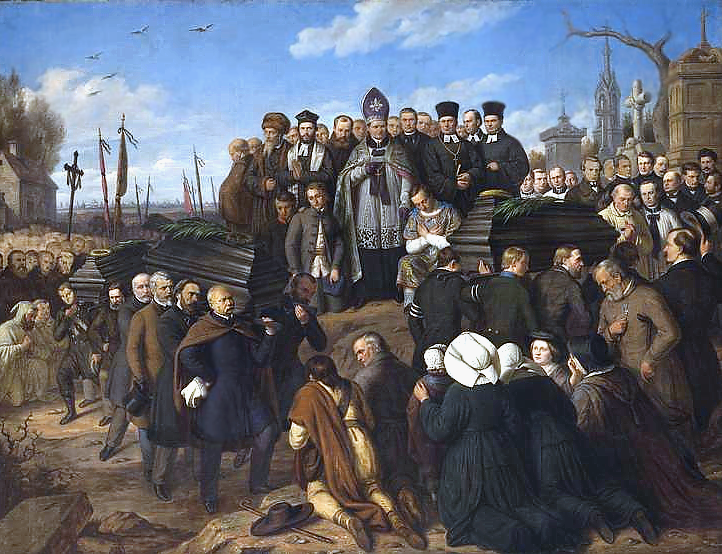
Pogrzeb pięciu poległych pędzla Aleksandra Lessera (1818–1884). Rabin Meisels w futrzanym nakryciu głowy stoi na lewo od katolickiego biskupa w centralnej części malowidła.

W 1856 roku Meisels został nadrabinem w Warszawie, dzięki poparciu działaczy i zwolenników ruchu asymilacyjnego. Od tego czasu w synagogach warszawskich wzywał po polsku do jedności Żydów z Polakami w walce wyzwoleńczej. Meisels używał tytułu rabin krakowski zamieszkały w Warszawie, gdyż, pomimo że Warszawa była wówczas największym skupiskiem żydowskim w Europie, pozycja Krakowa w hierarchii religijnej była wyższa.

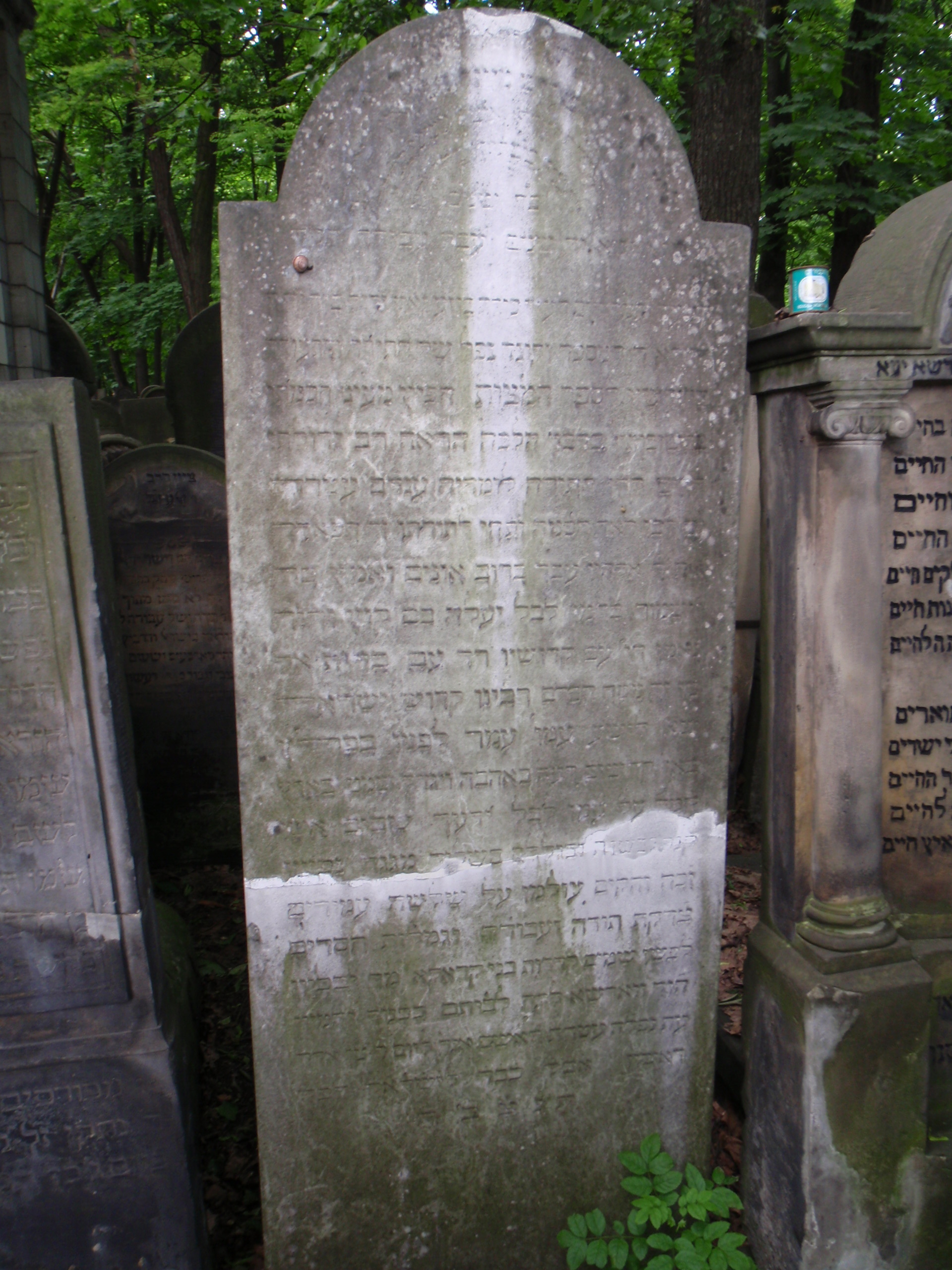
Grób Dow Bera Meiselsa na cmentarzu żydowskim w Warszawie

W 1861 roku nakazał zamknięcie synagog warszawskich, na znak solidarności z duchowieństwem katolickim, które zamknęło kościoły po zbezczeszczeniu ich przez Kozaków rozbijających pochody niepodległościowe. Podobnie uczynili rabini Izaak Kramsztyk i Markus Jastrow. Uczestniczył w pogrzebie pięciu poległych 2 marca 1861, który przeistoczył się w demonstrację solidarności różnych stanów społeczeństwa Królestwa Kongresowego. Za udział w tej manifestacji społeczno-politycznej został aresztowany. Osadzono go w Cytadeli Warszawskiej.
Kiedy wybuchło powstanie styczniowe w 1863 roku, został zmuszony przez władze carskie do opuszczenia Królestwa Polskiego. Przebywał m.in. w Wiedniu. Po kilku latach pozwolono mu wrócić, ale od tego czasu jego działalność była ściśle kontrolowana.
Zmarł 15 lutego 1870 w Warszawie. Pogrzeb odbył się 16 lutego 1870. Uroczystość przerodziła się w manifestację polsko-żydowskiej jedności przeciw carskiej Rosji. Ciało rabina zostało pochowane na cmentarzu żydowskim przy ulicy Okopowej w Warszawie (kwatera 1, rząd 6).

## Upamiętnienie
- Ulica Rabina Meiselsa w Krakowie. 16 marca 2024 przy tej ulicy odbyła się zorganizowana przez Stowarzyszenie FestivALT pierwsza edycja Święta Meiselsa[6].
- W 1933 jego imieniem nazwano ulicę w Warszawie[7], jednak nie ona została odtworzona w nowej siatce ulic po 1945[8]. W 2021 jego imieniem ponownie nazwano ulicę na Muranowie[9].
- We Lwowie do 1939 roku istniała ulica Meiselsa ciągnąca się wzdłuż Starego Cmentarza Żydowskiego od ulicy Kleparowskiej do ulicy Szpitalnej[10]. Obecnie to ul. Browarna.